# 圣莱热勒盖雷图瓦
圣莱热勒盖雷图瓦（法語：Saint-Léger-le-Guérétois，法語發音：[sɛ̃ leʒe lə ɡeʁetwa]）是法国克勒兹省的一个市镇，位于该省中西部偏北，属于盖雷区，也是大盖雷城市公共社区的一部分。

## 地理
圣莱热勒盖雷图瓦（46°9'4"N, 1°48'50"E）面积13.98 平方千米，位于法国新阿基坦大区克勒兹省，该省份为法国中部省份，位于法國中央高原西北部，北起安德尔省和谢尔省，西接维埃纳省，南至科雷兹省，东临多姆山省，东北与阿列省接壤。
与圣莱热勒盖雷图瓦接壤的市镇（或旧市镇、城区）包括：拉布里奥讷、拉沙佩勒塔耶费尔、盖雷、圣西尔万蒙泰居、圣叙尔皮斯-勒盖雷图瓦、马尔什地区圣维克托。
圣莱热勒盖雷图瓦的时区为UTC+01:00、UTC+02:00（夏令时）。

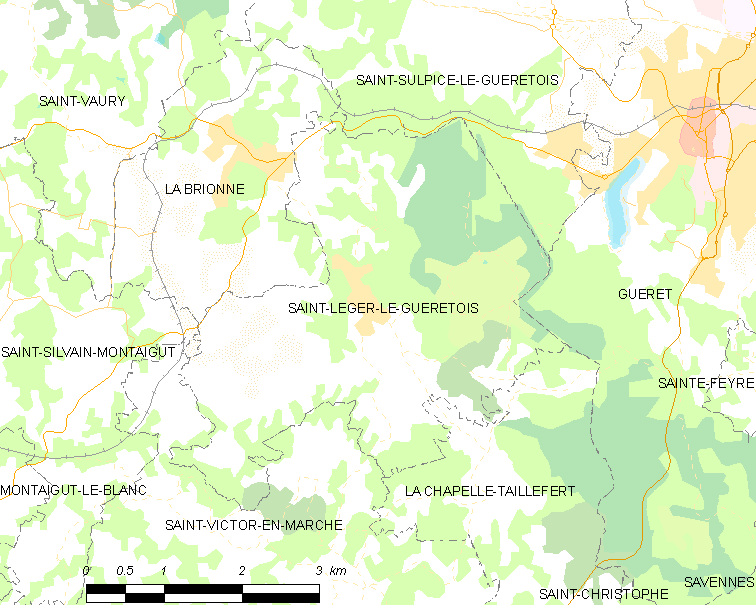
圣莱热勒盖雷图瓦的OSM定位图

## 行政
圣莱热勒盖雷图瓦的邮政编码为23000，INSEE市镇编码为23208。

## 政治
圣莱热勒盖雷图瓦所属的省级选区为圣沃里县。

## 人口

1962-2008年间圣莱热勒盖雷图瓦人口变化图示

圣莱热勒盖雷图瓦于2022年1月1日时的人口数量为398人。

## 交通
克勒兹省省道D76线和D76A2线等经过圣莱热勒盖雷图瓦境内。